# Гогаев, Алан Казбекович
Алан Казбекович Гогаев (род. 8 марта 1990, Дигора, Северной Осетии — Алании) — российский борец вольного стиля, чемпион и призёр чемпионатов России, чемпион Европы, призёр чемпионата мира, участник ОИ-2012. Заслуженный мастер спорта России.

## Спортивная карьера
На дебютном для себя чемпионате мира Алан стал серебряным призёром. В финале он проиграл индийцу Сушилу Кумару — 1:2, 0:1. На Чемпионате Европы 2012 принес сборной России первую золотую медаль в категории до 66 кг с 2006 года.

## Достижения
- Чемпионат России по вольной борьбе 2010 — ;
- Чемпионат мира по борьбе 2010 — ;
- Кубок мира по вольной борьбе 2011 (команда) — ;
- Чемпионат России по вольной борьбе 2012 — ;
- Чемпионат Европы по борьбе 2012 — ;
- Чемпионат России по вольной борьбе 2016 — ;
- Чемпионат России по вольной борьбе 2017 — ;
- Чемпионат мира по борьбе 2017 — ;

## Образование
- Северо-Осетинский государственный университет имени К. Л. Хетагурова, Факультет физической культуры и спорта.

## Интервью
- Алан ГОГАЕВ: «Отдохнуть от ковра еще могу, а вот жить без него — уже трудно»